# Panzaleo
Panzaleo ist eine Ortschaft und eine Parroquia rural („ländliches Kirchspiel“) im Kanton Salcedo der ecuadorianischen Provinz Cotopaxi. Die Parroquia besitzt eine Fläche von 16,42 km². Die Einwohnerzahl lag im Jahr 2010 bei 3455.

## Lage
Die Parroquia Panzaleo liegt im Andenhochtal von Zentral-Ecuador. Das Gebiet liegt in Höhen zwischen 2540 m und 2700 m. Der Río Cutuchi fließt entlang der nördlichen und östlichen Verwaltungsgrenze nach Süden. Der etwa 2640 m hoch gelegene Hauptort befindet sich 2,5 km südsüdwestlich des Kantonshauptortes San Miguel de Salcedo sowie 14 km südlich der Provinzhauptstadt Latacunga. Die Fernstraße E35 (Latacunga–Ambato) führt an Panzaleo vorbei.
Die Parroquia Panzaleo grenzt im Norden an die Parroquia San Miguel, im Osten und im Süden an die Provinz Tungurahua mit den Parroquias San Andrés (Kanton Santiago de Píllaro) und Cunchibamba (Kanton Ambato), im Westen an die Parroquia Antonio José Holguín sowie im Nordwesten an die Parroquia Mulalillo.

## Orte und Siedlungen
Die Parroquia Panzaleo ist wie folgt gegliedert:
- La comunidad de Pataín
- La comunidad de Achilguango La Delicia
- La comunidad de San Francisco de Uliví
- La comunidad de Tigualo
- La comunidad de Lampata Chasqui
- La Junta Pro mejoras del Centro Parroquial de Panzaleo
- La Junta Pro mejoras del Barrio San José de Curiquingue
- La Junta Pro Mejoras del Barrio Uliví Sur
- Barrio San José de Jacho
- Comité Pro mejoras del Barrio Brisas de Yambo
- Sector de Laguinato

## Geschichte
Die Parroquia Panzaleo wurde am 30. August 1869 im Kanton Latacunga eingerichtet. Im September 1919 wurde die Parroquia in den neu gegründeten Kanton Salcedo überführt.